# Naturschutzgebiet Radelsee
Das Naturschutzgebiet Radelsee ist ein Naturschutzgebiet in Mecklenburg-Vorpommern. Es liegt unmittelbar südöstlich von Markgrafenheide und umfasst den Radelsee sowie östlich anschließende Moore, Wiesen und Wälder. Als Naturschutzgebiet wurden die Flächen am 23. Oktober 1990 mit einer Erweiterung 1993 festgesetzt. Die aktuelle Größe beträgt 220 Hektar.
Eines der letzten intakten Küstenüberflutungsmoore in Mecklenburg soll erhalten werden. Durch den Einfluss des Brackwassers stellt das Gebiet einen bedeutenden Lebensraum von salzliebenden Tier- und Pflanzenarten dar. Der Radelsee ist ein wichtiges Rastgebiet der Vogelwelt.
Der Gebietszustand wird als gut eingestuft. Positive Eingriffe der jüngeren Vergangenheit waren die Entschlammung des Sees 1998 und die Stilllegung der nördlich gelegenen Kläranlage im Jahr 2005.
Der See kann über Kanäle von Markgrafenheide und vom Breitling aus befahren werden. Weiterhin existiert ein Wanderweg in Richtung Schnatermann mit erklärenden Schautafeln.

## Geschichte und Wasserhaushalt
Die Flächen liegen im ehemaligen Einflussbereich der als eiszeitliche Schmelzwasserabflussbahn entstandenen Warnow, die heutzutage zwei Kilometer weiter westlich in die Ostsee mündet. Ursprünglich lag der Bereich zwischen den Geschiebemergelkernen der Stoltera und dem Sandergebiet der Rostocker Heide offen. Küstenausgleichsprozesse verschlossen die Ostseeöffnung mit Strandwällen, auf denen sich die heutigen Orte Hohe Düne und Markgrafenheide befinden. Die Warnow passte ihren Flusslauf an und mündete zeitweise auch im Bereich des Radelsees in die Ostsee, wobei sich ein Flussdelta ausbildete. Nach Verschluss der Öffnung verlandete und vermoorte der Bereich mit bis zu zwei Meter mächtigen Torfschichten. Der Radelsee wurde so vom Breitling abgeschlossen.
Randbereiche der Rostocker Heide unterlagen der Hutenutzung. Ein Teil der Flächen wurden seit Jahrhunderten als Grünland genutzt. Nach Einstellung der Beweidung breiteten sich Röhrichte aus.

## Pflanzen- und Tierwelt
Ausgedehnte Salzwiesen und Brackwasserröhrichte sind typisch für das Schutzgebiet. Bruchwälder können sich aufgrund des Salzgehaltes des Wassers nicht bilden. Salzliebende Pflanzen, seltene Salzkäfer und Schwebfliegen kommen zahlreich vor. An Stellen, wo die Moore von Mineralboden durchragt werden, stockt auf alten Binnendünen ein artenreicher Mischwald aus Stiel-Eiche, Stechpalme, Wildobst und Wacholder.